# 코브 샐러드
코브 샐러드(영어: Cobb salad)는 미국의 주요리 샐러드이다. 양상추, 꽃상추, 로메인상추, 물냉이 등 샐러드 채소에 토마토, 지지거나 튀긴 베이컨, 삶거나 구운 닭가슴살, 삶은 달걀, 아보카도, 차이브, 로크포르 치즈를 곁들이고, 드레싱으로는 적포도주 비네그레트를 쓴다. 검은 올리브를 추가하기도 한다.

## 같이 보기
- 달걀 샐러드
- 시저 샐러드